# Temporada 2023 del Campeonato de Fórmula Regional Europea
La temporada 2023 del Campeonato de Fórmula Regional Europea fue la quinta edición de dicha competición. Comenzó el 22 de abril en Imola y finalizó el 22 de octubre en Hockenheim.
La temporada se vio marcada por el fallecimiento del piloto neerlandés de MP Motorsport Dilano van't Hoff, quien perdió la vida en un múltiple accidente durante la ronda de Spa Francorchamps.
El debutante Andrea Kimi Antonelli se quedó con el título de pilotos, mientras que Martinius Stenshorne se quedó con el Campeonato de Novatos.

## Escuderías y pilotos
| Escudería             | N.º | Piloto                   | Estado | Rondas       |
| --------------------- | --- | ------------------------ | ------ | ------------ |
| ART Grand Prix        | 3   | Hadrien David            | I      | 4            |
| ART Grand Prix        | 9   | Charlie Wurz             |        | 1-3, 5-6     |
| ART Grand Prix        | 9   | Evan Giltaire            | N I    | 9-10         |
| ART Grand Prix        | 18  | Laurens van Hoepen       |        | Todas        |
| ART Grand Prix        | 25  | Marcus Amand             | N      | Todas        |
| G4 Racing             | 3   | Alessandro Giusti        | N      | Todas        |
| G4 Racing             | 28  | Pierre-Alexandre Provost | N      | 6-10         |
| G4 Racing             | 30  | Michael Belov            |        | 1-8          |
| G4 Racing             | 30  | Francisco Soldavini      | N I    | 9-10         |
| Trident               | 4   | Roman Bilinski           |        | Todas        |
| Trident               | 43  | Owen Tangavelou          |        | Todas        |
| Trident               | 47  | Nikhil Bohra             |        | Todas        |
| Arden Motorsport      | 5   | Tom Lebbon               | N      | Todas        |
| Arden Motorsport      | 10  | Joshua Dürksen           |        | Todas        |
| Arden Motorsport      | 11  | Levente Révész           |        | 1-8          |
| Saintéloc Racing      | 6   | Lucas Medina             | N      | 1            |
| Saintéloc Racing      | 33  | Lucas Medina             | N      | 2-6          |
| Saintéloc Racing      | 33  | Tymek Kucharczyk         | I      | 8            |
| Saintéloc Racing      | 19  | Esteban Masson           |        | 3-4, 6-8, 10 |
| Saintéloc Racing      | 19  | Pierre-Louis Chovet      | I      | 9            |
| Saintéloc Racing      | 73  | Emerson Fittipaldi Jr.   | N      | Todas        |
| Prema Racing          | 7   | Lorenzo Fluxá            |        | Todas        |
| Prema Racing          | 8   | Rafael Câmara            |        | Todas        |
| Prema Racing          | 12  | Andrea Kimi Antonelli    |        | Todas        |
| Van Amersfoort Racing | 13  | Joshua Dufek             |        | 1-6          |
| Van Amersfoort Racing | 13  | Jesse Carrasquedo Jr.    | N      | 7-8          |
| Van Amersfoort Racing | 13  | Ivan Domingues           | N I    | 9-10         |
| Van Amersfoort Racing | 27  | Kas Haverkort            |        | Todas        |
| Van Amersfoort Racing | 68  | Niels Koolen             |        | 1-9          |
| Van Amersfoort Racing | 68  | Nikita Bedrin            | I      | 10           |
| MP Motorsport         | 14  | Bruno del Pino           |        | 7            |
| MP Motorsport         | 14  | Javier Sagrera           | I      | 9-10         |
| MP Motorsport         | 15  | Sami Meguetounif         |        | 1-4, 6-10    |
| MP Motorsport         | 17  | Dilano van't Hoff        |        | 1-4          |
| MP Motorsport         | 26  | Victor Bernier           |        | 1-4, 6-10    |
| Monolite Racing       | 21  | Kirill Smal              | N      | 2-6          |
| Monolite Racing       | 21  | Hadrien David            |        | 7-8          |
| Monolite Racing       | 21  | Nikita Bedrin            | I      | 9            |
| Monolite Racing       | 21  | Valentin Kluss           |        | 10           |
| Monolite Racing       | 29  | Enzo Scionti             |        | 1-6, 8-10    |
| Monolite Racing       | 99  | Giovanni Maschio         |        | Todas        |
| KIC Motorsport        | 23  | Oleksandr Partyshev      | N      | 1-4          |
| KIC Motorsport        | 23  | Konsta Lappalainen       |        | 5            |
| KIC Motorsport        | 23  | Ivan Klymenko            | N      | 6-10         |
| KIC Motorsport        | 55  | Shannon Lugassy          | N      | 1-2          |
| KIC Motorsport        | 55  | William Karlsson         | N      | 7-8          |
| KIC Motorsport        | 64  | Maya Weug                | N F    | Todas        |
| R-ace GP              | 34  | Martinius Stenshorne     | N      | Todas        |
| R-ace GP              | 77  | Tim Tramnitz             |        | Todas        |
| R-ace GP              | 88  | Matías Zagazeta          |        | Todas        |
| RPM                   | 57  | Noah Strømsted           | N I    | 8, 10        |
| RPM                   | 65  | Santiago Ramos           |        | Todas        |
| RPM                   | 75  | Adam Fitzgerald          | N      | 1-4          |
| RPM                   | 85  | Macéo Capietto           |        | Todas        |
| Fuentes:              |     |                          |        |              |

| Icono | Leyenda         |
| ----- | --------------- |
| N     | Novato          |
| F     | Trofeo Femenino |
| I     | Invitado        |

## Calendario
| Ronda   | Ronda | Circuito                                       | Fecha            |
| ------- | ----- | ---------------------------------------------- | ---------------- |
| 1       | C1    | Autodromo Enzo e Dino Ferrari, Imola           | 22 de abril      |
| 1       | C2    | Autodromo Enzo e Dino Ferrari, Imola           | 23 de abril      |
| 2       | C1    | Circuito de Barcelona-Cataluña, Montmeló       | 20 de mayo       |
| 2       | C2    | Circuito de Barcelona-Cataluña, Montmeló       | 21 de mayo       |
| 3       | C1    | Hungaroring, Mogyoród                          | 17 de junio      |
| 3       | C2    | Hungaroring, Mogyoród                          | 18 de junio      |
| 4       | C1    | Circuito de Spa-Francorchamps, Francorchamps   | 30 de junio      |
| 4       | C2    | Circuito de Spa-Francorchamps, Francorchamps   | 1 de julio       |
| 5       | C1    | Autódromo Internacional del Mugello, Scarperia | 8 de julio       |
| 5       | C2    | Autódromo Internacional del Mugello, Scarperia | 9 de julio       |
| 6       | C1    | Circuito Paul Ricard, Le Castellet             | 22 de julio      |
| 6       | C2    | Circuito Paul Ricard, Le Castellet             | 23 de julio      |
| 7       | C1    | Red Bull Ring, Spielberg                       | 9 de septiembre  |
| 7       | C2    | Red Bull Ring, Spielberg                       | 10 de septiembre |
| 8       | C1    | Autodromo Nazionale di Monza, Monza            | 16 de septiembre |
| 8       | C2    | Autodromo Nazionale di Monza, Monza            | 17 de septiembre |
| 9       | C1    | Circuito de Zandvoort, Zandvoort               | 14 de octubre    |
| 9       | C2    | Circuito de Zandvoort, Zandvoort               | 15 de octubre    |
| 10      | C1    | Hockenheimring, Hockenheim                     | 21 de octubre    |
| 10      | C2    | Hockenheimring, Hockenheim                     | 22 de octubre    |
| Fuente: |       |                                                |                  |

## Resultados
| Ronda | Ronda | Ronda             | Pole Position         | Vuelta rápida         | Piloto ganador        | Escudería ganadora    | Novato ganador       |
| ----- | ----- | ----------------- | --------------------- | --------------------- | --------------------- | --------------------- | -------------------- |
| 1     | C1    | Imola             | Martinius Stenshorne  | Martinius Stenshorne  | Martinius Stenshorne  | R-ace GP              | Martinius Stenshorne |
| 1     | C2    | Imola             | Tim Tramnitz          | Kas Haverkort         | Kas Haverkort         | Van Amersfoort Racing | Martinius Stenshorne |
| 2     | C1    | Barcelona         | Andrea Kimi Antonelli | Andrea Kimi Antonelli | Tim Tramnitz          | R-ace GP              | Martinius Stenshorne |
| 2     | C2    | Barcelona         | Tim Tramnitz          | Andrea Kimi Antonelli | Tim Tramnitz          | R-ace GP              | Martinius Stenshorne |
| 3     | C1    | Budapest          | Martinius Stenshorne  | Santiago Ramos        | Martinius Stenshorne  | R-ace GP              | Martinius Stenshorne |
| 3     | C2    | Budapest          | Joshua Dufek          | Martinius Stenshorne  | Martinius Stenshorne  | R-ace GP              | Martinius Stenshorne |
| 4     | C1    | Spa-Francorchamps | Rafael Câmara         | Rafael Câmara         | Rafael Câmara         | Prema Racing          | Martinius Stenshorne |
| 4     | C2    | Spa-Francorchamps | Tim Tramnitz          | Sami Meguetounif      | Andrea Kimi Antonelli | Prema Racing          | Maya Weug            |
| 5     | C1    | Mugello           | Martinius Stenshorne  | Martinius Stenshorne  | Martinius Stenshorne  | R-ace GP              | Martinius Stenshorne |
| 5     | C2    | Mugello           | Andrea Kimi Antonelli | Andrea Kimi Antonelli | Andrea Kimi Antonelli | Prema Racing          | Martinius Stenshorne |
| 6     | C1    | Le Castellet      | Alessandro Giusti     | Alessandro Giusti     | Alessandro Giusti     | G4 Racing             | Alessandro Giusti    |
| 6     | C2    | Le Castellet      | Andrea Kimi Antonelli | Andrea Kimi Antonelli | Andrea Kimi Antonelli | Prema Racing          | Martinius Stenshorne |
| 7     | C1    | Spielberg         | Rafael Câmara         | Alessandro Giusti     | Rafael Câmara         | Prema Racing          | Alessandro Giusti    |
| 7     | C2    | Spielberg         | Alessandro Giusti     | Sami Meguetounif      | Alessandro Giusti     | G4 Racing             | Alessandro Giusti    |
| 8     | C1    | Monza             | Rafael Câmara         | Alessandro Giusti     | Alessandro Giusti     | G4 Racing             | Alessandro Giusti    |
| 8     | C2    | Monza             | Andrea Kimi Antonelli | Michael Belov         | Andrea Kimi Antonelli | Prema Racing          | Noah Strømsted       |
| 9     | C1    | Zandvoort         | Kas Haverkort         | Kas Haverkort         | Kas Haverkort         | Van Amersfoort Racing | Martinius Stenshorne |
| 9     | C2    | Zandvoort         | Marcus Amand          | Andrea Kimi Antonelli | Andrea Kimi Antonelli | Prema Racing          | Marcus Amand         |
| 10    | C1    | Hockenheim        | Kas Haverkort         | Tim Tramnitz          | Tim Tramnitz          | R-ace GP              | Martinius Stenshorne |
| 10    | C2    | Hockenheim        | Tim Tramnitz          | Kas Haverkort         | Martinius Stenshorne  | R-ace GP              | Martinius Stenshorne |

## Clasificaciones

### Puntuaciones
| Posición | 1.º | 2.º | 3.º | 4.º | 5.º | 6.º | 7.º | 8.º | 9.º | 10.º |
| Puntos   | 25  | 18  | 15  | 12  | 10  | 8   | 6   | 4   | 2   | 1    |

### Campeonato de Pilotos
| Pos.                                            | Piloto                   | IMO | IMO | BAR | BAR | BUD | BUD | SPA | SPA | MUG | MUG | LEC | LEC | SPI | SPI | MNZ | MNZ | ZAN | ZAN | HOC | HOC | Puntos |
| ----------------------------------------------- | ------------------------ | --- | --- | --- | --- | --- | --- | --- | --- | --- | --- | --- | --- | --- | --- | --- | --- | --- | --- | --- | --- | ------ |
| 1                                               | Andrea Kimi Antonelli    | 2   | Ret | 2   | 2   | 5   | 6   | 4   | 1   | 2   | 1   | 5   | 1   | 4   | 3   | 11  | 1   | 2   | 1   | 6   | 6   | 300    |
| 2                                               | Martinius Stenshorne     | 1   | 2   | 7   | 12  | 1   | 1   | 3   | 17  | 1   | 3   | 3   | 4   | 18  | 17  | 3   | Ret | 4   | 6   | 2   | 1   | 261    |
| 3                                               | Tim Tramnitz             | 6   | Ret | 1   | 1   | 8   | 16  | 2   | 2   | 3   | 7   | 4   | 3   | 3   | 12  | Ret | 3   | 6   | 4   | 1   | 2   | 239    |
| 4                                               | Kas Haverkort            | 5   | 1   | 3   | 13  | 2   | Ret | 12  | 7   | 4   | 5   | 12  | 11  | 5   | 7   | Ret | 7   | 1   | 14  | 5   | 3   | 174    |
| 5                                               | Rafael Câmara            | 3   | Ret | 11  | 6   | 7   | 10  | 1   | 5   | 6   | 2   | 8   | 12  | 1   | Ret | Ret | 2   | 7   | Ret | 4   | 4   | 173    |
| 6                                               | Alessandro Giusti        | 7   | Ret | 13  | 17  | 14  | Ret | Ret | 13  | 10  | 12  | 1   | 5   | 2   | 1   | 1   | 18  | 11  | Ret | Ret | 17  | 111    |
| 7                                               | Lorenzo Fluxá            | 4   | Ret | 4   | 11  | 9   | 2   | 5   | 20  | 7   | Ret | 11  | Ret | 11  | 8   | 18  | 4   | 8   | 8   | 12  | 9   | 88     |
| 8                                               | Macéo Capietto           | Ret | 9   | 5   | 7   | 10  | 3   | 6   | 8   | 8   | 6   | 21  | 10  | 8   | 13  | Ret | 12  | 10  | 13  | 7   | 10  | 77     |
| 9                                               | Sami Meguetounif         | 17  | 22  | Ret | 3   | 11  | 7   | Ret | 9   |     |     | 2   | 14  | 6   | 2   | Ret | 10  | 12  | 9   | 13  | Ret | 75     |
| 10                                              | Laurens van Hoepen       | 11  | 12  | 10  | 9   | 13  | 5   | 19  | 16  | 16  | 22† | 6   | Ret | 17  | 20  | 7   | 5   | 3   | 3   | 9   | 18  | 71     |
| 11                                              | Santiago Ramos           | 23  | 6   | Ret | 4   | 3   | 8   | 8   | 10  | 12  | 4   | Ret | 6   | 29  | Ret | 15  | 22  | WD  | WD  | 10  | DNS | 67     |
| 12                                              | Nikhil Bohra             | 9   | 3   | 8   | 14  | Ret | 12  | 15  | 32  | 17  | 16  | 14  | Ret | 12  | 5   | 4   | 11  | 18  | Ret | 8   | 7   | 56     |
| 13                                              | Joshua Dufek             | 8   | Ret | 6   | 5   | 6   | 4   | 14  | 21  | 5   | 25  | 23  | 20  |     |     |     |     |     |     |     |     | 52     |
| 14                                              | Owen Tangavelou          | 16  | 13  | Ret | 16  | 18  | 13  | 23  | 22  | 13  | 8   | 15  | 8   | 10  | 6   | 5   | 8   | 17  | 17  | Ret | 5   | 43     |
| 15                                              | Victor Bernier           | 12  | 4   | 12  | 15  | 17  | 20  | 9   | 15  |     |     | 7   | 17  | 15  | 11  | 2   | 19  | Ret | 16  | 15  | 8   | 42     |
| 16                                              | Esteban Masson           |     |     |     |     | 15  | 11  | 17  | 11  |     |     | 13  | 2   | 13  | 4   | 6   | 16  |     |     | Ret | Ret | 39     |
| 17                                              | Maya Weug                | 20  | 14  | 20  | 24  | 19  | 25  | 7   | 6   | 9   | Ret | 10  | 7   | 19  | Ret | 9   | 13  | 19  | Ret | 18  | 21  | 27     |
| 18                                              | Marcus Amand             | 18  | 8   | 22  | 20  | 29  | 21  | 21  | 18  | 19  | 11  | 16  | 15  | 24  | Ret | 13  | 9   | 13  | 2   | 16  | Ret | 26     |
| 19                                              | Joshua Dürksen           | 15  | Ret | 18  | 21  | 20  | 14  | 10  | 3   | 14  | 23† | 18  | 9   | 16  | NC  | 22  | Ret | 14  | 7   | 17  | 14  | 26     |
| 20                                              | Michael Belov            | 10  | Ret | 9   | 10  | 4   | 26† | 11  | 14  | 15  | 9   | 9   | 13  | 9   | 10  | Ret | 17  |     |     |     |     | 23     |
| 21                                              | Roman Bilinski           | Ret | Ret | 15  | 8   | 12  | 17  | 13  | 24  | 11  | 15  | 20  | 16  | 7   | 9   | 16  | 14  | 5   | 19  | 11  | 12  | 23     |
| 22                                              | Matías Zagazeta          | 13  | 5   | 14  | 23  | 27  | Ret | 20  | 23  | 20  | 24† | 24  | 19  | 22  | 21  | 21  | 27  | 15  | 10  | Ret | 23  | 12     |
| 23                                              | Dilano van't Hoff        | 14  | 7   | Ret | 22  | 23  | 9   | 30† | 19  |     |     |     |     |     |     |     |     |     |     |     |     | 8      |
| 24                                              | Emerson Fittipaldi Jr.   | 19  | 17  | 19  | 26  | 30  | Ret | 26  | 28  | 22  | 14  | 22  | 21  | 30  | 19  | 8   | 21  | 23  | Ret | 25  | 24  | 4      |
| 25                                              | Levente Révész           | 24  | 11  | 21  | 27  | 16  | 15  | 22  | 26  | Ret | 10  | 25  | Ret | 25  | 18  | 10  | 23  |     |     |     |     | 2      |
| 26                                              | Charlie Wurz             | 26  | 10  | 16  | 18  | 22  | 22  |     |     | 18  | 13  | Ret | 27  |     |     |     |     |     |     |     |     | 1      |
| 27                                              | Tom Lebbon               | 30  | 23  | 27  | 25  | 25  | 23  | 18  | 31  | 21  | 20  | 17  | 22  | 14  | 15  | 12  | 32  | 20  | 18  | 21  | 22  | 0      |
| 28                                              | Kirill Smal              |     |     | 17  | 19  | 26  | 18  | Ret | 12  | Ret | Ret | 19  | 18  |     |     |     |     |     |     |     |     | 0      |
| 29                                              | Hadrien David            |     |     |     |     |     |     | 16  | 4   |     |     |     |     | 20  | 14  | Ret | 15  |     |     |     |     | 0      |
| 30                                              | Pierre-Alexandre Provost |     |     |     |     |     |     |     |     |     |     | 26  | Ret | 32  | Ret | 14  | 31  | DNS | Ret | 20  | 25  | 0      |
| 31                                              | Enzo Scionti             | 25  | 15  | 23  | Ret | 32  | 24  | Ret | 27  | 25  | 21  | 29  | 24  |     |     | 24  | 30  | 27  | 21  | 26  | 20  | 0      |
| 32                                              | Bruno del Pino           |     |     |     |     |     |     |     |     |     |     |     |     | 21  | 16  |     |     |     |     |     |     | 0      |
| 33                                              | Oleksandr Partyshev      | Ret | 16  | Ret | Ret | 24  | Ret | 28  | Ret |     |     |     |     |     |     |     |     |     |     |     |     | 0      |
| 34                                              | Giovanni Maschio         | 28  | 21  | 25  | 30† | 31  | Ret | 24  | 29  | 27  | 17  | 27  | 25  | 31  | 22  | Ret | 29  | Ret | Ret | 23  | Ret | 0      |
| 35                                              | Lucas Medina             | 27  | 18  | 28  | Ret | Ret | Ret | 27  | Ret | 26  | 19  | 30  | 23  |     |     |     |     |     |     |     |     | 0      |
| 36                                              | Konsta Lappalainen       |     |     |     |     |     |     |     |     | 23  | 18  |     |     |     |     |     |     |     |     |     |     | 0      |
| 37                                              | Niels Koolen             | 29  | 19  | 26  | 29  | 28  | Ret | 29  | 30  | 24  | Ret | Ret | 26  | 27  | 25  | 19  | 24  | 25  | 23  |     |     | 0      |
| 38                                              | Adam Fitzgerald          | 22  | WD  | 24  | 28  | 21  | 19  | 25  | 25  |     |     |     |     |     |     |     |     |     |     |     |     | 0      |
| 39                                              | Shannon Lugassy          | 21  | 20  | WD  | WD  |     |     |     |     |     |     |     |     |     |     |     |     |     |     |     |     | 0      |
| 40                                              | William Karlsson         |     |     |     |     |     |     |     |     |     |     |     |     | 28  | 24  | 20  | 25  |     |     |     |     | 0      |
| 41                                              | Ivan Klymenko            |     |     |     |     |     |     |     |     |     |     | 28  | 28  | 26  | 23  | 23  | 26  | 24  | WD  | 27  | Ret | 0      |
| 42                                              | Jesse Carrasquedo Jr.    |     |     |     |     |     |     |     |     |     |     |     |     | 23  | 26  | Ret | 28  |     |     |     |     | 0      |
| Pilotos invitados inelegibles para sumar puntos |                          |     |     |     |     |     |     |     |     |     |     |     |     |     |     |     |     |     |     |     |     |        |
|                                                 | Nikita Bedrin            |     |     |     |     |     |     |     |     |     |     |     |     |     |     |     |     | 9   | 5   | 3   | 11  |        |
|                                                 | Noah Strømsted           |     |     |     |     |     |     |     |     |     |     |     |     |     |     | Ret | 6   |     |     | 14  | 13  |        |
|                                                 | Evan Giltaire            |     |     |     |     |     |     |     |     |     |     |     |     |     |     |     |     | 21  | 11  | 22  | 15  |        |
|                                                 | Pierre-Louis Chovet      |     |     |     |     |     |     |     |     |     |     |     |     |     |     |     |     | 16  | 12  |     |     |        |
|                                                 | Javier Sagrera           |     |     |     |     |     |     |     |     |     |     |     |     |     |     |     |     | 28  | 15  | 19  | Ret |        |
|                                                 | Ivan Domingues           |     |     |     |     |     |     |     |     |     |     |     |     |     |     |     |     | 22  | 20  | Ret | 16  |        |
|                                                 | Tymek Kucharczyk         |     |     |     |     |     |     |     |     |     |     |     |     |     |     | 17  | 20  |     |     |     |     |        |
|                                                 | Valentin Kluss           |     |     |     |     |     |     |     |     |     |     |     |     |     |     |     |     |     |     | Ret | 19  |        |
|                                                 | Francisco Soldavini      |     |     |     |     |     |     |     |     |     |     |     |     |     |     |     |     | 26  | 22  | 24  | 26  |        |
| Pos.                                            | Piloto                   | IMO | IMO | BAR | BAR | BUD | BUD | SPA | SPA | MUG | MUG | LEC | LEC | SPI | SPI | MNZ | MNZ | ZAN | ZAN | HOC | HOC | Puntos |

| Color     | Resultado                                                               |
| --------- | ----------------------------------------------------------------------- |
| Oro       | Ganador                                                                 |
| Plata     | 2.ª plaza                                                               |
| Bronce    | 3.ª plaza                                                               |
| Verde     | Finalizó en los puntos                                                  |
| Azul      | Finalizó sin puntos                                                     |
| Azul      | NC - No clasificado                                                     |
| Violeta   | Ret - No terminó (Carrera)                                              |
| Rojo      | DNQ - No se clasificó                                                   |
| Negro     | DSQ - Descalificado                                                     |
| Blanco    | DNS - No empezó (carrera)                                               |
| Blanco    | WD - Retirado (fin de semana)                                           |
| Blanco    | C - Carrera cancelada                                                   |
| Sin color | DNP - Inscrito pero no participó                                        |
| Sin color | INJ - Lesionado                                                         |
| Sin color | EX - Excluido                                                           |
| Estado    | Resultado                                                               |
| Negrita   | Pole position                                                           |
| Cursiva   | Vuelta rápida                                                           |
| †         | Abandona, pero clasifica al completar el porcentaje requerido para ello |

| Novato |

### Campeonato de Escuderías
| Pos. | Escudería             | Puntos |
| ---- | --------------------- | ------ |
| 1    | Prema Racing          | 512    |
| 2    | R-ace GP              | 510    |
| 3    | Van Amersfoort Racing | 226    |
| 4    | RPM                   | 144    |
| 5    | G4 Racing             | 134    |
| 6    | MP Motorsport         | 125    |
| 7    | Trident               | 120    |
| 8    | ART Grand Prix        | 98     |
| 9    | Saintéloc Racing      | 43     |
| 10   | Arden Motorsport      | 28     |
| 11   | KIC Motorsport        | 27     |
| 12   | Monolite Racing       | 0      |

### Citas
1. ↑  Martínez, Sergio (1 de julio de 2023). «Fallece Dilano Van’t Hoff en un terrorífico accidente en Spa-Francorchamps». Car and Driver. Consultado el 30 de julio de 2023.
2. ↑  Olmos, Eduardo (1 de julio de 2023). «Fallece Dilano van ’t Hoff, juvenil holandés, en accidente en Fórmula Regional Europea». FASTmag. Consultado el 5 de septiembre de 2023.
3. ↑  Gascoigne, Roger (15 de octubre de 2023). «Antonelli clinches FREC title in style with dominant victory at Zandvoort». FormulaScout.com (en inglés). Consultado el 15 de octubre de 2023.
4. ↑  «HADRIEN DAVID TO RACE AS A WILD CARD IN SPA-FRANCORCHAMPS». ART Grand Prix (en inglés). 27 de junio de 2023. Consultado el 27 de junio de 2023.
5. ↑  Allen, Peter (1 de febrero de 2023). «Charlie Wurz signs with ART Grand Prix for Formula Regional Europe». Formula Scout (en inglés estadounidense). Consultado el 1 de febrero de 2023.
6. 1 2  Wood, Ida (9 de octubre de 2023). «Giltaire and Soldavini in, Belov out for last FREC rounds». FormulaScout.com (en inglés). Consultado el 9 de octubre de 2023.
7. ↑  «LAURENS VAN HOEPEN TO RACE WITH ART IN 2023 FORMULA REGIONAL». ART Grand Prix (en inglés). 31 de enero de 2023. Consultado el 31 de enero de 2023.
8. ↑  «Marcus Amand completes 2023 FRECA line-up». ART Grand Prix (en inglés estadounidense). 3 de febrero de 2023. Consultado el 3 de febrero de 2023.
9. ↑  Wood, Ida (8 de diciembre de 2022). «French F4 champion Alessandro Giusti steps up to FREC with G4 Racing». FormulaScout.com (en inglés). Consultado el 8 de diciembre de 2022.
10. ↑  Fasano, Emanuele (18 de julio de 2023). «G4 Racing welcomes Pierre-Alexandre Provost for Paul Ricard». Formula Regional by Alpine (en it-IT). Consultado el 23 de julio de 2023.
11. ↑  Team, Media. «G4 Racing welcomes back Michael Belov – G4 Racing» (en inglés estadounidense). Consultado el 19 de mayo de 2023.
12. ↑  Wood, Ida (10 de enero de 2023). «Trident retains Roman Bilinski for a second FREC season». Formula Scout (en inglés estadounidense). Consultado el 10 de enero de 2023.
13. ↑  «TRIDENT COMPLETES FRECA ROSTER WITH TANGAVELOU». Trident Motorsport (en inglés). 24 de enero de 2023. Consultado el 24 de enero de 2023.
14. ↑  «BOHRA SET FOR FORMULA REGIONAL BY ALPINE DEBUT WITH TRIDENT». Trident Motorsport (en inglés). 16 de enero de 2023. Consultado el 17 de enero de 2023.
15. 1 2 3  Wood, Ida (15 de marzo de 2023). «Niels Koolen, Tom Lebbon and Enzo Scionti join FRegional Europe grid». Formula Scout (en inglés estadounidense). Consultado el 15 de marzo de 2023.
16. ↑  «Joshua Duerksen and Arden Motorsport will continue together in the FRECA 2023 season». Arden Motorsport (en inglés). 6 de enero de 2023. Consultado el 6 de enero de 2023.
17. ↑  «Levente Révész joins Arden Motorsport for 2023 Formula Regional European Championship by Alpine. | Arden Motorsport». www.arden-motorsport.com. Consultado el 13 de enero de 2023.
18. ↑  «Lucas Medina, con el equipo francés Saintéloc Racing para la FRECA». REVISTA AUTOSMAS. Consultado el 19 de mayo de 2023.
19. 1 2  Wood, Ida (14 de septiembre de 2023). «Tymek Kucharczyk and Noah Stromsted to debut in FREC at Monza». FormulaScout.com (en inglés). Consultado el 14 de septiembre de 2023.
20. ↑  Wood, Ida (9 de octubre de 2023). «Lamborghini junior Chovet explains why he’s back in FREC this weekend». FormulaScout.com (en inglés). Consultado el 9 de octubre de 2023.
21. ↑  Tassel, Pierre (15 de marzo de 2023). «FRECA – Saintéloc Racing passe à l’échelon supérieur». Saintéloc Racing (en fr-FR). Consultado el 15 de marzo de 2023.
22. ↑  «PREMA Racing, Lorenzo Fluxá join forces for 2023 FRECA». Prema Team (en inglés). Consultado el 2 de diciembre de 2022.
23. ↑  «Rafael Camara moves to FRECA with PREMA Racing for 2023». PremaRacing (en inglés). Consultado el 16 de diciembre de 2022.
24. ↑  «Antonelli makes 2023 FRECA switch with PREMA Racing». us10.campaign-archive.com. Consultado el 28 de octubre de 2022.
25. ↑  «Joshua Dufek returns to VAR for 2023 FRECA Campaign.». www.vanamersfoortracing.nl (en inglés). Consultado el 2 de marzo de 2023.
26. 1 2  Wood, Ida (5 de septiembre de 2023). «Hadrien David makes another FREC comeback as Carrasquedo debuts». Formula Scout (en inglés estadounidense). Consultado el 5 de septiembre de 2023.
27. ↑  «IVAN DOMINGUES JOINS VAR IN FRECA». www.vanamersfoortracing.nl (en inglés). Consultado el 12 de octubre de 2023.
28. ↑  «Kas Haverkort continues with VAR for ‘23 FRECA campaign». www.vanamersfoortracing.nl (en inglés). Consultado el 9 de marzo de 2023.
29. ↑  «NIKITA BEDRIN REJOINS VAR IN FRECA». Van Amersfoort Racing (en inglés). 17 de octubre de 2023. Consultado el 17 de octubre de 2023.
30. ↑  Wood, Ida (16 de marzo de 2023). «Sami Meguetounif to continue with MP Motorsport in FREC». Formula Scout (en inglés estadounidense). Consultado el 16 de marzo de 2023.
31. ↑  «DILANO VAN ’T HOFF STICKS WITH MP FOR SECOND-YEAR FRECA CHALLENGE». MP Motorsport (en inglés). 14 de marzo de 2023. Consultado el 14 de marzo de 2023.
32. ↑  Bruin, Lois de (15 de marzo de 2023). «Bernier joins MP Motorsport for sophomore FRECA campaign». MP Motorsport (en inglés estadounidense). Consultado el 15 de marzo de 2023.
33. ↑  Wood, Ida (8 de mayo de 2023). «Kirill Smal finds budget for part-time FREC campaign with Monolite». FormulaScout.com (en inglés). Consultado el 8 de mayo de 2023.
34. ↑  «Monolite Racing to field Nikita Bedrin at Zandvoort». KartXpress (en inglés estadounidense). Consultado el 12 de octubre de 2023.
35. ↑  Wood, Ida (16 de octubre de 2023). «Valentin Kluss to make FREC debut at Hockenheim with Monolite Racing». FormulaScout.com (en inglés). Consultado el 16 de octubre de 2023.
36. ↑  «Monolite trova l’accordo con Maschio per la stagione 2023». ItaliaRacing.net (en italiano). 2 de febrero de 2023. Consultado el 2 de febrero de 2023.
37. 1 2 3  «Season 2023 drivers is to be published at the end of February 2023». KIC Motorsport - Professional Finnish Formula Regional Racing team | KICMotorsport.com (en inglés estadounidense). Consultado el 3 de marzo de 2023.
38. ↑  Nicola, Francesco Di (20 de julio de 2023). «Formula Regional European Championship by Alpine at Paul Ricard Circuit for round 6 this weekend». Formula Regional by Alpine (en it-IT). Consultado el 23 de julio de 2023.
39. ↑  «2023 FRECA - Rd 09 - ZANDVOORT - Doc. 01 - Cars and Drivers Admitted» (PDF). Campeonato de Fórmula Regional Europea (en inglés). 13 de octubre de 2023. Consultado el 14 de octubre de 2023.
40. ↑  Nicola, Francesco Di (16 de marzo de 2023). «Racing driver Martinius Stenshorne joins R-ace GP for a first season in Formula Regional European Championship by Alpine». Formula Regional by Alpine (en it-IT). Consultado el 16 de marzo de 2023.
41. ↑  Wood, Ida (14 de marzo de 2023). «Tim Tramnitz confirmed at R-ace GP for 2023 FRegional Europe season». FormulaScout.com (en inglés). Consultado el 14 de marzo de 2023.
42. ↑  Nicola, Francesco Di (15 de marzo de 2023). «Matias Zagazeta joins R-ace GP for his second season in Formula Regional European Championship by Alpine». Formula Regional by Alpine (en it-IT). Consultado el 15 de marzo de 2023.
43. ↑  Wood, Ida (24 de febrero de 2023). «Ramos stays at Race Performance Motorsport for second year in FREC». FormulaScout.com (en inglés). Consultado el 24 de febrero de 2023.
44. ↑  Mattia Tremolada. «L’irlandese Fitzgerald firma con il team RPM». www.italiaracing.net (en it-IT). Consultado el 17 de febrero de 2023.
45. ↑  Wood, Ida (14 de marzo de 2023). «Race Performance Motorsport signs Maceo Capietto for FREC». FormulaScout.com (en inglés). Consultado el 14 de marzo de 2023.
46. 1 2  Fasano, Emanuele (2 de diciembre de 2022). «Formula Regional European Championship by Alpine unveils the upcoming season calendar and the 12 pre-selected teams». Formula Regional by Alpine (en inglés). Consultado el 2 de diciembre de 2022.
47. ↑  Allen, Peter (15 de octubre de 2022). «Sainteloc set to take over FA Racing entry in FREC for 2023». Formula Scout (en inglés estadounidense). Consultado el 28 de octubre de 2022.